# فرودگاه شرمی
فرودگاه شرمی (به انگلیسی: Sharomy) یک فرودگاه نظامی است که یک باند فرود بتن دارد و طول باند آن ۳۵۰۰ متر است. این فرودگاه در کشور روسیه قرار دارد و در ارتفاع ۱۴۹ متری از سطح دریا واقع شده است.